# Ryszard Sobczak
Ryszard Sobczak   (Zgorzelec, 2 de novembre de 1967) és un tirador d'esgrima polonès, ja retirat, especialista en floret, guanyador de dues medalles olímpiques.
El 1992 va prendre part en els Jocs Olímpics d'Estiu de Barcelona, on guanyà la medalla de bronze en la prova del floret per equips del programa d'esgrima. Quatre anys més tard, als Jocs d'Atlanta, va disputar dues proves del programa d'esgrima. Guanyà la medalla de plata en la prova del floret per equips i fou quinzè en la del floret individual. El 2000, a Sydney, disputà els seus tercers, i darrers, Jocs Olímpics. Fou quart en la prova del floret per equips, mentre en la prova del floret individual fou vint-i-quatrè.
En el seu palmarès també destaquen quatre medalles al Campionat del món d'esgrima, una d'or, una de plata i dues de bronze, entre les edicions de 1990 i 1998, així com una medalla de plata en el Campionat d'Europa d'esgrima de 1998. També guanyà dues medalles de bronze en les Universíades, el 1991 i 1995. A nivell nacional guanyà tres campionats polonesos individuals, de 1993 a 1995.